# Öjerviks herrgård
Öjerviks herrgård är en herrgård som ligger strax söder om älven Rottnans mynning i Mellanfryken i Sunne kommun, Värmland. Herrgården stod modell för Sjöö i Gösta Berlings saga och är nuförtiden ett hotell. Ägarsläkter är bland annat Bese, Bratt och nuvarande Horn af Åminne.

## Historia
Enligt sägnen ska grundaren till gården ligga begravd i den närbelägna Öjers Grav. Herrgården omnämns i skrift första gången 11 november 1457 då Sten Bese säljer Eywiärwik (Öjervik) i Swnz (Sunne) songh (socken) i Frysdalz häradh till Nilz Brath.